# Ida Wettinská
Ida (Hidda) Wettinská († po 1061), také Hidda, byla manželkou Spytihněva II. a českou kněžnou. Narodila se zřejmě kolem roku 1031, nejpozději 1035.
Ida byla dcerou Dětřicha z Dolní Lužice a Matyldy Míšeňské, vnučka míšeňského markraběte Ekkeharda I. a neteř Ekkeharda II. (který vedl v letech 1040 a 1041 saské vojsko proti Břetislavovi I.), byla z mocného rodu Wettinů.
Spytihněvovi Ida porodila nejméně dvě děti a společně s nimi byla po manželově smrti v roce 1061 zřejmě vyhnána z Čech.
Dcera neznámého jména se provdala za Wichmanna z Celly, syn Svatobor (Fridrich) se stal roku 1085 aquilejským patriarchou, ale už 23. února 1086 byl zavražděn při pouliční výtržnosti.

## Potomci
- Neznámá dcera

∞ Wichmann z Celly
- Svatobor (†1086), aquilejský patriarcha